# Бідзан (Токусіма)
Бідзан (яп. 眉山, «Брівна гора») — гора у місті Токусіма, префектури Токусіма, Японія.
Назва гори походить від її обрисів, які нагадують брівну дугу.
Гора вважається одним із символів міста Токусіма. Вона оспівана у багатьох піснях японської старовини і сучасності, що пов'язані з цією місцевістю.
На вершині гори розташовані стела пам'яті імператора Мейдзі, пагода жертвам Другої світової війни, служби телебачення NHK та офіси FM радіостанцій. Частина Бідзана перетворена на міський парк. У підніжжя гори знаходяться синтоїстське святилище Касуґа дзіндзя і місцевий храм Якусідзі.